# Cromatometro
Il cromatometro è uno strumento che indica l'intensità di colore, o meglio la concentrazione di soluzioni di composti colorati.

## Funzionamento
Sfrutta il principio secondo cui a minore quantità di luce corrisponde una maggiore colorazione della soluzione. Il più famoso è il cromatometro del Rose, che utilizza i principi della luce polarizzata. 